# Stelios Maragkos
Stelios Maragkos (in greco Στέλιος Μαραγκός; Veria, 4 maggio 1989) è un ex calciatore greco, di ruolo centrocampista.

## Carriera
Esordisce in Football League nel 2010 col Doxa Dramas. Nel 2013 si trasferisce all'AEK Larnaca, club di prima divisione cipriota. Nella stagione 2013-2014 contribuisce a ottenere la promozione in Souper Ligka Ellada col Kerkyra. Il 23 agosto 2014 esordisce in massima serie greca. Nella stagione 2017-2018 gioca per l'Arīs Salonicco e contribuisce al raggiungimento del secondo posto in Football League, che vale la promozione.
Nella stagione 2018-2019 vince il campionato di Gamma Ethniki col [[Podosfairikos Syllogos Veroia 1960|]].